# Conseil départemental des jeunes
Pour les articles homonymes, voir CGJ.
Un conseil départemental des jeunes, anciennement conseil général des jeunes ou CGJ, est, en France, une assemblée de jeunes (le plus souvent, des collégiens), gérée par un conseil départemental, et qui fonctionne sur le même modèle.
C'est un conseil constitué d'adolescents de 12, 13, 14, 15 ou même 16 ans. Les mandats durent trois ans et commencent à partir de la 5e. Le nombre de personnes élues par collège n'est pas précisé par quelque texte, il peut donc y avoir plus d'une personne représentant un collège. Comme dans tous les conseils généraux, un président, un premier vice-président et un second vice-président sont élus par les membres du conseil départemental des jeunes.
Les réunions s'effectuent à l'Hôtel du Département, où les membres élèves sont accompagnés par un adulte de l'Etablissement, chargé du suivi du Conseil Départemental des Jeunes.
Le Conseil Départemental des Jeunes est souvent mentionné en tant que CDJ.